# NBA fizetési sapka
Az NBA fizetési sapka a maximum pénzösszeg, melyet a National Basketball Association csapatai költhetnek játékosok fizetésére. Mint a legtöbb amerikai profi sportbajnokságban, az NBA is irányítja a költségeit a ligának, amelyet a CBA (Collective Bargaining Agreement) alapján állítanak fel. Komplex szabályok és kivételek alapján állítják össze a költségvetést, amely a bajnokság bevételeitől függ. A 2017-es CBA alapján a jövőben a sapka továbbra is a bevételektől függően fog változni. A 2019–2020-as szezonban a sapka 109.14 millió dollár.
Az észak-amerikai ligák nagy részének van egy „kemény plafonja” is, amelyen nem léphetnek át a fizetések, míg az NBA egy „gyenge plafonnal” rendelkezik. Az utóbbi esetben adott kivételekkel a sapkában megnevezett összeg fölött is lehet költeni, bár a szabadügynöki időszakban korlátozva lesznek lehetőségeik. Azon csapatoknak, amelyek a luxusadó sapka fölé lépnek, kötelességük a luxusadó befizetése (minden dollár, amelyet a luxusadó sapka fölött költenek, adóztatva van).

## Története
Az NBA-ben már az 1940-es években is volt fizetési sapka, de egy szezon után eltörölték. A szabály az 1984–1985-ös szezonban tért vissza, hogy bebiztosítsák a kompetitív egyensúlyt a ligában. A sapka bevezetése előtt bármennyi pénzt költhettek játékosok fizetésére a csapatok, a szabály bevezetése utáni első szezonban ez az összeg 3,6 millió dollár volt.
A 2005-ös CBA szerint a BRI (kosárlabdával kapcsolatos bevételek) 57%-át költhették a csapatok fizetésekre a következő szezonban. Ez a megegyezése 2011. június 30-ig tartott. A csapatoknak kötelességük elkölteni a BRU 90%-át, hogy a játékosok biztosan visszakapják a BRI nagy részét a ligától. A 2019–2020-as szezonra a fizetési sapka 109,14 millió dollár volt (minimum fizetésekre költött összeg: 98,226 millió dollár).
2016 decemberében a játékosok és a liga megegyezett egy új CBA-ben, amely a 2023–2024-es szezonig fog tartani és bármelyik oldal kiléphet a megegyezésből az előző szezon végén.
NBA fizetési sapka (USD)

## Luxusadó
Ugyan a gyenge plafon engedélyezi, hogy a csapatok átlépjék a sapkát a Larry Bird-kivételekkel, ez büntetésekkel járhat. A luxusadót olyan csapatok fizetik ki, amelyek átlépik az adószintet, amelyet egy komplex képlet alapján döntenek el. Amely csapatok ezt átlépik, minden egyes elköltött dollárra adót fizetnek.
Ugyan a legtöbb NBA-csapatnak átlépi a fizetéseinek az összege a sapkát, csak néhánynak kell luxusadót fizetnie. A csapatok által befizetett luxusadókat az azokat nem fizető csapatok között újra kiosztják, amely több millió dollárnyi bevételt is jelenthet egy-egy franchisenak.
A 2011-es CBA-ben nagy változtatásokat vezettek be a luxusadóval kapcsolatban. 2014–2015-ös szezontól azon csapatok, amelyek többször is átlépték a határt, nagyobb büntetésben részesültek.
A 2013–2014-es szezonban a luxusadó határa 71,748 millió dollár volt. A Brooklyn Nets, akik több, mint 100 millió dollárt költöttek fizetésekre, 80 millió dollár fölötti összeget fizettek luxusadóként, amelynek következtében a keretük 186 millió dollárba került az adott szezonban.
| Adatok a 2013–2014-es szezonból | Adatok a 2013–2014-es szezonból | Adatok a 2013–2014-es szezonból                             |
| Összeg az adóküszöb fölött      | Alap adó dolláronként           | Adó a határt többszörösen átlépett csapatoknak dolláronként |
| ------------------------------- | ------------------------------- | ----------------------------------------------------------- |
| $5 millió – $9,999,999          | $1,75                           | $2,75                                                       |
| $10 millió – $14,999,999        | $2,50                           | $3,50                                                       |
| $15 millió – $19,999,999        | $3,25                           | $4,25                                                       |
| Több, mint $20 millió           | $3,75 + $0,50/$5 millió         | $4,75 + $0,50/$5 millió                                     |

## Kivételek

### Mid-level
A csapatok minden évben felhasználhatják ezt a kivételt, hogy igazoljanak egy játékost egy megadott maximum pénzösszegért. Az MLE mennyisége és hossza a team fizetési sapkájától függ. A 2017-es CBA-ben az MLE összege 8.406 millió dollár volt, azon csapatoknak, amelyek a sapka összege fölött vannak az igazolás előtt vagy után, de a luxusadó alatt. A csapatok ezen szerződéseket akár négy évre is ajánlhatják. Csapatok, amelyek a sapka alatt vannak, 4.328 millió dollár értékben ajánlhatnak kétéves szerződéseket. A jövőbeli szezonokban a sapka százalékos emelkedésével arányosan fog emelkedni az MLE összege.
2011 előtt egy NBA játékos fizetésének az átlaga volt az MLE összege, míg a sapka alatt lévő csapatok nem használhatták fel.

### Bi-annual
Jelenleg ezen kivételt csak azon csapatok használhatják, amelyek a határ alatt vannak. Az MLE-hez hasonlóan a bi-annual kivétel is felhasználható egynél több játékos szerződtetésére.
Egy példa erre, mikor a 2003–04-es szezon előtt a Los Angeles Lakers leigazolta Karl Malone-t.
A 2011-es NBA-kizárást követően azon csapatok, amelyek az adóhatár felett vannak, már nem használhatják fel a kivételt.
Egy csapat nem használhatja fel sorozatban két évben a kivételt, illetve ha felhasználják, a fizetési sapkájuk gyenge helyett kemény lesz a szezon hátralévő részére.

### Újonc kivétel
Csapatok akkor is leigazolhatják az első fordulóban választott játékosaikat, ha azon szerződések átlépnék a fizetési sapka által engedett pénzösszeget.

### Kétirányú szerződések
Ezen szerződés a 2017-es CBA óta érhető el az NBA és az NBA G-League csapatai között. A 2017-es CBA előtt az összes játékos egyenesen a G-League-gel voltak szerződésben és bármely NBA csapatban játszhattak, ha az adott franchise úgy döntött. Napjainkban minden NBA csapat köthet szerződést két játékossal és elküldheti őket a saját G-League csapatához, annak veszélye nélkül, hogy egy másik NBA csapat leigazolhatná őket. Ezen szerződések nem részei a fizetési sapkának. NBA csapatok bármikor leigazolhatják ezen játékosaikat normális NBA szerződéssel. Ezen, megváltoztatott szerződések se számítanak a fizetési sapkába.

### Larry Bird-kivételek
Az egyik legismertebb NBA szabály a Larry Bird-kivétel, amelyet a Boston Celtics alacsonybedobója után neveztek el, amely megengedi egy csapatnak, hogy újra leigazolják saját játékosuk egyikét. A Larry Bird-kivétel megadja a lehetőséget az NBA csapatainak, hogy átlépjék a fizetési sapkát a maximum szerződés értékéig. Ahhoz, hogy valaki Bird-játékosnak számítson, az előző három szezonban az adott csapat játékosának kellett lennie. 2012 óta ez a szabály akkor is érvényes, ha a játékos három egyéves szerződést kötött a csapattal, nem egy háromévest. Ha egy játékos elcserélésében, a Bird-jogát is elcserélik vele együtt, amely annyit jelent, hogy az új csapata is leigazolhatja a játékost. 2011 óta a Bird-szerződések akár öt évesek is lehetnek, korábban ez hat szezon volt.

#### Early Bird
A Larry Bird-kivétel kisebb formája az úgynevezett "early Bird" kivétel. Szabadügynökök, akik ezen kivételre kvalifikáltak, két évet játszottak korábban az adott csapatban. Azt elcserélt játékosok kérhetik early Bird kivételüket új csapatukban is. Csapatok az előző szezonhoz képest a játékos szerződésének pénzösszegét 75%-kal emelhetik. Az early Bird-szerződéseknek legalább két szezonig kell tartaniuk, de nem lehetnek hosszabbak négynél. Ha egy csapat elcserélne egy játékost, úgy, hogy az elvesztené Early Bird jogát, a játékosnak van lehetősége megvétózni a cserét.
Ennek egy ismert példája, mikor Devean George megvétózott egy cserét, amelynek kereteiben a New Jersey Nets-hez igazolt volna a Dallas Mavericks-től.

### Non-Bird
Ezen kivétel alá azon játékosok tartoznak, akik se a teljes, se az Early Bird-jogot nem tudhatják magukénak. Ezen kivétel értelmében egy csapat a játékos szerződésének 120%-áért igazolhatja le a következő szezonban, maximum négy évre.

### Minimum szerződés
Egy csapat bármikor igazolhat minimum összegért, maximum két évre játékost, akkor is, ha a csapat a sapka összege fölött van. A szerződésnek nem lehet része igazolási bónusz. A játékosok száma, akiket ilyen formában igazol le egy csapat, nem korlátozott.

### Elcserélt játékos
Alapesetben egy csapat nem vehet részt egy cserében, amelynek következtében 100 ezer dollárral a fizetési sapka fölé lépne, akkor se, ha annak következtében kevesebb lesz a csapat keretének fizetése, mint a csere előtt.
Ez a kivétel megadja a lehetőséget egy csapatnak, hogy véghez vihessen egy cserét bármely játékosért, amíg a bejövő fizetési összeg nem lép túl egy megadott határt. Luxusadót fizető csapatok a kimenő fizetés 125%-át + 100 ezer dollárt adhatnak hozzá a költségvetésükhöz egy csere során. Nem adófizető csapatokra a következő táblázat értékei vonatkoznak:
| Kimenő fizetés             | Megengedett bejövő fizetés                    |
| -------------------------- | --------------------------------------------- |
| $0 – $6,533,333            | a kimenő fizetés 175%-a, plusz 100,000 dollár |
| $6,533,334 – $19.6 million | a kimenő fizetés plusz 5 millió dollár        |
| >$19.6 millió              | a kimenő fizetés 125%-a, plusz 100,000 dollár |

Ha egy csapat elcseréli egy játékosát, amelynek magasabb a fizetése, mint a bejövő játékosnak, leigazolhatnak olyan kosárlabdázókat, akiknek fizetése nem lépi meg a két cserélt játékos fizetésének különbségét + 100 ezer dollárt.

### Munkaképtelen játékos
Ez a kivétel megadja a lehetőséget, hogy leigazoljanak egy új játékost egy munkaképtelen helyére a sérülés hosszának idejére. Ezen játékos maximum fizetése a sérült játékos fizetésének 50%-a lehet, vagy a nem adófizető csapatoknak az MLE összege, amelyik kevesebb. Az NBA által kinevezett orvosok hagyhatják jóvá ezen kivételeket. 2005-től 2011-ig ez a szerződés akár öt éves is lehetett a 2005-ös CBA alapján.

### Droghasználat
Egy játékos, akit droghasználat miatt eltiltanak a bajnokságtól, visszatérhet előző csapatához előző szerződésének összegéért.

## Szerződések
A maximum pénzösszeg, amelyért egy játékos aláírhat egy csapathoz, a franchise-nál töltött évek és a fizetési sapka befolyásolják. Egy játékos, aki hat vagy kevesebb évet töltött a ligában 25 millió dollárért vagy a fizetési sapka 25%-áért köthet szerződést, amelyik a magasabb. Egy játékos, aki 7 és 9 év között játszott az NBA-ben, ez az összeg 30.6 millió dollár vagy a fizetési sapka 30%-a. Azon veterán játékosok, akik több, mint 10 éve játszanak a bajnokságban, a maximum fizetés 35.7 millió dollár, vagy a sapka 35%-a. Erre a szabályra van kivétel: egy játékos aláírhat előző szerződésének 105%-áért, akkor is, ha az a szerződés magasabb, mint a liga által engedett maximum.
A 2017-es CBA óta befolyással van a fizetésekre a BRI is.

### Újonc fizetések
Az első körben a játékosok választási pozíciója alapján döntik el. Az első többet kap, mint a második, a második többet, mint a harmadik, stb. Minden szerződés két évig tart, a harmadik és negyedik szezonokra pedig a csapatoknak van opciója, hogy meghosszabbítsák azt (2011 előtt ez 3+1 év volt). Minden játszott szezonnal emelkedik az újoncok fizetése, nagyjából arányosan a sapka emelkedéséhez. Olyan játékosok, akiket választott egy csapat, de nem igazolta le az első szezonban és megtartotta hozzá a jogokat, szerződésük maximum három év lehet és a sapka fennmaradó maximum értéke.
Ez nem igaz a második körben választott játékosokra, akik technikailag minimumtól maximumig bármekkora szerződést kaphatnak. Valóságban ritkán kapnak többet, mint minimum.

### Választott játékos
A 2011-es CBA óta minden NBA csapat megjelölhet egy újoncot, hogy megkapja a választott játékos szerződéshosszabbítást. Ezen játékos öt évre köthet szerződést a csapattal, négy helyett. 2011-től 2017-ig lehetséges volt a csapatoknak a sajátjuk mellé hozzáadni egy másik csapat játékosát, mint választott játékos. Minden csapatnak összesen két ilyen játékos lehetett a keretében.
2017 óta nem csak újonc szerződésekből készíthet egy csapat választott játékos szerződést, hanem normális, veterán szerződésekből is.

#### A Derrick Rose szabály
Azon játékosok, akik sikeresek voltak első éveikben, több pénzt kereshetnek következő szerződéseikben, mint egy átlagos játékos. A szabályt Derrick Rose-ról nevezték el, aki még újonc szerződése idején MVP lett. A szerződés "Ötödik év, 30% max" néven is ismert.
A 2017–18-as szezonban, ahhoz hogy egy játékos megkaphassa az emelt összegű szerződést, kétszer kellett All Starnak lennie, vagy kétszer kellett az All NBA csapatokba kerülnie vagy meg kellett nyernie az NBA MVP díjat. James Hardennek és Anthony Davis-nek is szerepelt ilyen opció szerződésében, de nem érték el annak kitételeit, így 30% helyett 25%-os szerződést írt alá. Paul George egy példája olyan játékosnak, aki megkapta ezt a szerződéshosszabbítást.
A 2017-es CBA szerint a kritérium a következő:
- Beválasztva egy All NBA csapatba a negyedik szezonjában, vagy kettőbe a második és negyedik között
- Megválasztva az Év védekező játékosának a negyedik szezonjában, vagy kettőbe a második és negyedik között
- Megválasztva NBA MVP-nek

##### 5/30% szerződések
Az alábbi három játékos írt alá Ötödik év, 30% max szerződéseket:
- Derrick Rose (Chicago Bulls, New York Knicks) 2017-ig (2011-es MVP)
- Blake Griffin (L.A. Clippers, Detroit Pistons) 2018-ig (All NBA Második csapat 2011–12-ben és 2012–13-ban)
- Paul George (Indiana Pacers, Oklahoma City Thunder, Los Angeles Clippers) 2019-ig (All NBA Harmadik csapat 2012–13-ban és 2013–14-ben)[20]
- Luka Dončić (Dallas Mavericks), 2027-ig (All-NBA csapat 2019–2020-ban és 2020–2021-ben).[21]

##### 5/25% szerződések
- Joel Embiid (Philadelphia 76ers) 2023-ig
- Russell Westbrook (Oklahoma City Thunder) 2017-ig
- Anthony Davis (New Orleans Pelicans) 2021-ig
- John Wall (Washington Wizards) 2019-ig
- James Harden (Houston Rockets) 2018-ig
- Kyrie Irving (Boston Celtics) 2020-ig
- Damian Lillard (Portland Trail Blazers) 2021-ig

#### Szupermax szabály
A 2017-es CBA szerint veterán játékosok is lehetnek választott játékosok, amely Kevin Durant-szabályként vagy szimplán "szupermax" néven is ismert.
Egy játékosnak kilencedik vagy tizedik szezonját kell megkezdenie ahhoz, hogy megkaphassa ezen szerződést és:
- be kellett jutni az All NBA csapatba az előző szezonban vagy kétszer az előző háromban, vagy:
- volt NBA Az Év védekező játékosa az előző szezonban, vagy kétszer a következő háromban, vagy:
- volt NBA MVP legalább egyszer az előző három szezonban.

Ezek mellett a csapatnak kellett választania a játékost a draftban, vagy csere által megszerezni újonc szerződésének idején.
A szerződés maximum öt évig tarthat és a fizetési sapka 30 és 35%-a között kell lennie. Meg lehet egyezni a szerződéshosszabbításban egy évvel az előző befejezte előtt. Amint a játékos aláírt egy ilyen szerződés, nem lehet elcserélni egy évig.
Andrew Sharp (Sports Illustrated) szerint ez a szabály sikertelen volt, mert nem elég nagy összeg ahhoz, hogy kisebb csapatoknál ott tartsa a szupersztárokat és csak több problémát okozott. Rohan Nadkarni is megkérdőjelezte a szabályokat, kiemelve a kritériumot, míg felhozta példának Klay Thompson-t és Karl-Anthony Towns-t, akik jó teljesítményük ellenére nem kaphatnak ilyen szerződést.

##### Játékosok, akik kaphattak szupermax szerződést a 2019-es szezonban
A 2019-es szezon közben négy játékosa kvalifikált szupermax szerződésre, Damian Lillard, Kemba Walker, Jánisz Antetokúnmpo és Rudy Gobert. A Charlotte Hornets nem adta meg a szerződéshosszabbítást Walkernek, aki aláírt a Boston Celtics csapatához. Gobert 2020 őszén aláírt egy öt éves szerződést a Utah Jazz-zel, de a 228 millió dolláros szupermax helyett csap 205 millió dollárt kért, hogy a csapatnak több pénze maradjon.

##### Szupermax szerződések
Az első játékos, aki szupermax szerződést kötött Stephen Curry volt, amely 2022-ig tart és öt év alatt 201 millió dollárt ért. Curry 2017. július 6-án írta alá szerződését.
Nem sokkal később James Harden aláírt a Houston Rockets csapatával négy évre, 170 millió dollárért, amely a 2022–23-as szezon végéig tart (a szerződés aláírásakor az előzőből két év, 59 millió dollár maradt fenn). Harden 2021-ben a Brooklyn Netsbe igazolt.
A következő szupermax szerződés John Wall volt, aki négy év alatt 170 millió dollárt fog keresni a 2019–20-as szezon elejétől. Szeptemberben Russell Westbrook aláírt egy öt éves, 205 millió dolláros szerződést.
2019 nyarán Damian Lillard aláírt a Portland Trail Blazers csapatával négy évre, 196 millió dollárért. A szerződéshosszabbítás 2021-ben fog kezdődni.
A legutóbbi szupermax szerződést Jánisz Antetokúnmpo a Milwaukee Bucks csapatával öt évre, 228 millió dollárért. A szerződéshosszabbítás 2021-22-es szezonban kezdődött és 2026-ig tart.

### Opciók
Több szerződés is tartalmaz játékos vagy csapat opciókat, amelynek következtében az utolsó évben a játékos vagy a csapat döntheti el, hogy kihasználja-e az egy éves opcióját a szerződésben.